# Giáo dục dinh dưỡng
Giáo dục dinh dưỡng là bất kỳ sự kết hợp của các chiến lược giáo dục, cùng với các hỗ trợ về môi trường, được thiết kế để tạo thuận lợi cho việc áp dụng tự nguyện các lựa chọn thực phẩm và các hành vi khác có liên quan đến thực phẩm và dinh dưỡng có lợi cho sức khoẻ và hạnh phúc. Giáo dục dinh dưỡng được thực hiện thông qua nhiều địa điểm và bao gồm các hoạt động ở cấp độ cá nhân, cộng đồng và chính sách.
Định nghĩa này đã được Hội Giáo dục và Hành vi dinh dưỡng thông qua và được tác giả bởi Tiến sĩ Isobel Contento. Công việc của các nhà giáo dục dinh dưỡng diễn ra ở các trường cao đẳng, đại học, trường học, các cơ quan chính phủ, các tổ chức hợp tác xã, truyền thông và quan hệ công chúng, ngành công nghiệp thực phẩm, các tổ chức tự nguyện và dịch vụ và các thông tin về dinh dưỡng và giáo dục sức khoẻ khác. Giáo dục dinh dưỡng là một cơ chế để nâng cao nhận thức, như là một phương tiện để tự tin, xung quanh kích hoạt của các hành vi lành mạnh.